# Enrico de La Tour d'Auvergne
Henri de La Tour d'Auvergne (Joze, 28 settembre 1555 – Sedan, 2 marzo 1623) fu duca di Bouillon e dal 9 marzo 1592 maresciallo di Francia. Operò come capo militare, diplomatico e politico degli Ugonotti francesi. Fu anche principe sovrano di Sedan, principe di Raucourt, conte di Montfort e di Beaufort, visconte di Turenne e barone d'Oliergues.

## Biografia

### Infanzja
Enrico era l'unico figlio di Francesco III de La Tour d'Auvergne, visconte de Turenne e barone de Montgascon, e di sua moglie Eleonora di Montmorency, figlia maggiore del maresciallo di Francia, Anne di Montmorency.
Nell'infanzia non si segnalò per facoltà straordinariamente sviluppate, ma fin da piccolo dimostrò un gusto deciso per l'arte della guerra. Essendo però di costituzione debole, suo padre era riluttante a fargli seguire una carriera militare. Sua madre morì nel 1556 e suo padre venne ucciso l'anno successivo nella battaglia di San Quintino, mentre il nonno venne fatto prigioniero durante la medesima battaglia.

### Carriera militare
Enrico rimase orfano all'età di due anni e il suo padrino re Enrico II nominò un tutore a prendersi cura delle proprietà del bambino. All'età di dodici anni andò a risiedere a corte legando con Francesco d'Alencon. Nel 1573 prese parte all'assedio della Rochelle. Anni dopo, durante la quinta guerra di religione (1574–1576), Francesco de la Noue lo inviò con rinforzi per gli Ugonotti nella zona di Montauban: fu il suo primo comando di un esercito. Guidò le truppe regie che impedirono le coltivazioni e il raccolto.
Nel 1576 si convertì al calvinismo e divenne luogotenente generale dell'Alta Linguadoca.
Nel 1581, dopo aver accompagnato Francesco d'Alençon, duca d'Angiò nella spedizione nelle Fiandre, divenne prima un gentiluomo al servizio di Enrico III di Navarra che nel 1590 stava cercando rinforzi contro la Lega cattolica. Con il sostegno del re di Navarra divenuto Enrico IV di Francia, Enrico sposò Carlotta de La Marck nel 1591, unica erede del ducato di Bouillon e il Principato di Sedan. Questo matrimonio portò a Enrico ricchi possedimenti.
Nominato Maresciallo di Francia nel 1592, fu molto vicino a Enrico IV dopo la sua abiura, e nel 1594 ereditò i possedimenti della moglie morta di parto (il figlio morì il giorno dopo la nascita). Servì in campagne militari fino alla pacificazione del 1597-1598. Venne coinvolto nella congiura del Maresciallo di Biron e i suoi terreni furono confiscati. Nel 1606, si riappacificò con il sovrano che gli restituì le sue proprietà.
Sotto la reggenza di Maria de' Medici, fu un membro del Consiglio della Corona, che lasciò dopo una disputa con la regina. Nel 1621 rifiutò il posto di capo dei calvinisti in occasione della riunione della Rochelle, ritirandosi poi nel suo ducato indipendente di Buglione.

### Morte
Morì il 25 marzo 1623 lasciando l'immagine di un principe turbolento e infedele a Enrico IV cui doveva in gran parte la carriera e la fortuna.
Fondò l'Accademia di Sedan, una famosa università protestante e ha lasciato le sue memorie pubblicate nel 1666.

## Discendenza
Sposò in secondo nozze Elisabetta di Nassau, figlia di Guglielmo I d'Orange, dalla quale ebbe otto figli:
- Louise (Sedan, 1596-Parigi, 1607);
- Maria, duchessa di Thouars in quanto moglie di Henri de La Trémoille;
- Juliane Catherine (Sedan, 8 ottobre 1604-6 ottobre 1637), sposò il Conte Roucy François de La Rochefoucauld nel 1630;
- Federico Maurizio, duca di Bouillon sposò Eleonora Caterina di Bergh;
- Élisabeth (Sedan, 1607-1º dicembre 1685), sposò il Conte de Duras Guy de Durfort nel 1624. I loro figli furono Jacques-Henri, Guy Aldonce e Maria.
- Henriette Catherine de La Tour d'Auvergne (Sedan, 1609-1677), sposò il marchese Amaury Goyon, marchese de La Moussaye e Conte Quintin nel 1629. Il loro figlio Enrico Goyon La Moussaye fu governatore della Stenay.
- Enrico, visconte de Turenne (meglio conosciuto come il Turenne) sposò Carlotta de Caumont;
- Carlotta (1613?).